# 레오 배이새넨
레오 온니 아르투리 배이새넨(핀란드어: Leo Onni Arturi Väisänen, 1997년 7월 23일 ~ )은 핀란드의 축구 선수로 포지션은 센터백이다. 현재 메이저 리그 사커 클럽 오스틴 FC과 핀란드 국가대표팀 소속으로 뛰고 있다. 그는 HJK와 RoPS에서 시니어 클럽 경력을 시작했으며, 2018년 21세의 나이에 덴보스와 계약했다.
배이새넨은 2019년 6월, 21세의 나이로 핀란드 국가대표로 합류해 데뷔했다.

## 구단 경력

### HJK
2016년 4월 14일, 베이카우스리가는 RoPS와의 경기에서 HJK 소속으로 데뷔했다.

### RoPS
2016년 11월, 그는 RoPS와 2년 계약을 체결했다. 2017년 4월 12일, 인테르 투르쿠에서 6-2로 패한 경기에서 90분 내내 경기를 치르며 데뷔 전을 치렀다.

### 덴보스
2018년 8월, 배이새넨은 네덜란드 팀인 덴보스와 공개되지 않은 이적료로 계약했다. 배이새넨은 2018년 9월 21일, 알메러와의 경기에서 덴보스 소속으로 데뷔 전을 치렀고, 61분 스테파노 벨트라메와 교체 투입되었다.

### 엘프스보리
2020년 1월 12일, 배이새넨은 스웨덴 클럽 엘프스보리와 15만 유로의 이적료로 3.5년 계약을 체결했다.

### 오스틴 FC
2023년 1월 4일, 배이새넨은 메이저 리그 사커 클럽 오스틴 FC와 4년 계약을 체결하고 1년 더 옵션을 제공한다고 발표했다. 이적료는 180만 유로로 알려졌다. 그는 2023년 10월 7일, 로스앤젤레스 FC와의 홈 경기에서 메이저 리그 사커에서 첫 골을 넣었다.

## 국가대표팀 경력
2019년 6월 11일, 리히텐슈타인과의 UEFA 유로 2020 예선 전에서 86분 유카 라이탈라와 교체 투입되어 핀란드 국가대표팀 데뷔 전을 치렀다.
2021년 5월 29일, 스웨덴과의 UEFA 유로 2020 토너먼트 전 친선 경기에 배이새넨이 소집되었다. 2021년 6월 1일, 마르쿠 카네르바는 UEFA 유로 2020 토너먼트 국가대표팀을 발표했고 배이새넨은 수비수 중 한 명으로 지명되었다. 2021년 6월 12일, 배이새넨은 덴마크와의 UEFA 유로 2020 경기에서 유카 라이탈라와 90분 교체 투입되었다.

## 사생활
형인 사울리 배이새넨 또한 축구 선수이며, 어머니 안나리사 틸루스는 핀란드 일반방송과 미스 월드 1984 준결승 진출자의 텔레비전 진행자다.